# O Melodie Pentru Europa 2017
O Melodie Pentru Europa 2017 war der moldauische Vorentscheid für den Eurovision Song Contest 2017 in Kiew (Ukraine). Er fand am 25. Februar 2017 statt. Die Gruppe SunStroke Project gewann den Vorentscheid mit dem Lied Hey, Mamma!.

## Halbfinale
Das Halbfinale mit 16 Interpreten fand am 24. Februar 2017 statt. Acht Beiträge qualifizierten sich für das Finale am kommenden Tag.
| Platz | Startnr. | Interpret                         | Lied Musik (M) und Text (T)                                                                              | Sprache   | Übersetzung (inoffiziell)  | Jury    | Jury   | Zuschauerstimmen (Televoting & SMS) |
| Platz | Startnr. | Interpret                         | Lied Musik (M) und Text (T)                                                                              | Sprache   | Übersetzung (inoffiziell)  | Stimmen | Punkte | Zuschauerstimmen (Televoting & SMS) |
| ----- | -------- | --------------------------------- | --- | --------- | -------------------------- | ------- | ------ | ----------------------------------- |
| 01.   | 10       | SunStroke Project                 | Hey, Mamma! M: Anton Ragoza, Serghei Ialovitki, Seghei Stepanov, Mihail Cebotarenco; T: Alina Galetskaya | Englisch  | Hey, Mamma!                | 67      | 12     | –                                   |
| 02.   | 06       | Ethno Republic & Surorile Osoianu | Discover Moldova M: Marcel Ștefăneț; T: Nelu Laiu                                                        | Englisch  | Entdecke Moldau            | 65      | 10     | –                                   |
| 03.   | 11       | Diana Brescan                     | Breathe M: Andrei Tostogan; T: Liuba Perciun                                                             | Englisch  | Atmen                      | 52      | 8      | –                                   |
| 04.   | 08       | Aurel Chirtoacă                   | Dor de mamă M/T: Aurel Chirtoacă                                                                         | Rumänisch | Fräulein Mutter            | 38      | 7      | –                                   |
| 05.   | 07       | Marks & Ștefăneț                  | Join Us in the Rain M/T: Ralph Siegel                                                                    | Englisch  | Begleite uns im Regen      | 13      | –      | 440                                 |
| 06.   | 13       | Samir Loghin                      | Glow M: Samir Loghin; T: Danil Murzac                                                                    | Englisch  | Glänzen                    | 08      | –      | 335                                 |
| 07.   | 04       | Valeria Pașa                      | Freedom M/T: Eugen Doibani                                                                               | Englisch  | Freiheit                   | 36      | 6      | 120                                 |
| 08.   | 01       | Vozniuc feat. Vio Grecu           | Don't Lie M: Dan Vozniuc; T: Rodica Olișevschi                                                           | Englisch  | Lüge nicht                 | 26      | 5      | 113                                 |
| 09.   | 03       | Sandy C                           | A Beautiful World M/T: Christian Alares, Malin Johansson, Christopher Wortley                            | Englisch  | Eine schöne Welt           | 25      | 4      | 108                                 |
| 10.   | 05       | Sergiu Pungă                      | Ne-a fost iubirea un joc M/T: Sergiu Pungă                                                               | Rumänisch | Unsere Liebe war ein Spiel | 12      | –      | 099                                 |
| 11.   | 14       | THE ONE                           | Dance M/T: Iurie Sceankin, Igor Cristov, Pavel Malişev                                                   | Englisch  | Tanz                       | 23      | 3      | 086                                 |
| 12.   | 02       | Emilia Russu                      | If Only You M: Samuel Bugia Garrido; T: Athanasios Nakos                                                 | Englisch  | Wenn nur Du                | 21      | 2      | 081                                 |
| 13.   | 09       | Big Flash Sound                   | Logic M: Big Flash Sound; T: Eugenia Golomidova, Eugen Valeev                                            | Englisch  | Logisch                    | 17      | 1      | 034                                 |
| 14.   | 12       | Nadia Moșneagu                    | Never Give Up On Us M: Johan Lundin; T: Vanessa Nordmark                                                 | Englisch  | Gib uns niemals auf        | 03      | –      | 016                                 |

 Kandidat hat sich für das Finale qualifiziert.
 Kandidat hat sich per Televoting für das Finale qualifiziert.

### Juryvoting
| Interpret                         | Lied                     | Anatol Chiriac | Ilona Stepan | Iurie Mahovici | Lidia Panfil | Valeria Barbas | Nicu Țărnă | Geta Burlacu | Gesamt | Punkte |
| --------------------------------- | ------------------------ | -------------- | ------------ | -------------- | ------------ | -------------- | ---------- | ------------ | ------ | ------ |
| Vozniuc feat. Vio Grecu           | Don't Lie                | –              | 4            | –              | –            | 12             | 8          | 2            | 26     | 5      |
| Emilia Russu                      | If Only You              | 7              | 1            | 6              | –            | 6              | 1          | –            | 21     | 2      |
| Sandy C                           | A Beautiful World        | 4              | –            | –              | 6            | 4              | 5          | 6            | 25     | 4      |
| Valeria Pașa                      | Freedom                  | 8              | 5            | 5              | 3            | 5              | –          | 10           | 36     | 6      |
| Sergiu Pungă                      | Ne-a fost iubirea un joc | 2              | –            | –              | –            | –              | 10         | –            | 12     | –      |
| Ethno Republic & Surorile Osoianu | Discover Moldova         | 6              | 10           | 10             | 12           | 8              | 12         | 7            | 65     | 10     |
| Marks & Ștefăneț                  | Join Us in the Rain      | 3              | 3            | –              | –            | 1              | 6          | –            | 13     | –      |
| Aurel Chirtoacă                   | Dor de mamă              | 5              | 7            | 4              | 7            | –              | 7          | 8            | 38     | 7      |
| Big Flash Sound                   | Logic                    | 1              | 2            | 3              | 4            | 2              | –          | 5            | 17     | 1      |
| SunStroke Project                 | Hey, Mamma!              | 10             | 12           | 12             | 10           | 7              | 4          | 12           | 67     | 12     |
| Diana Brescan                     | Breathe                  | 12             | 8            | 7              | 8            | 10             | 3          | 4            | 52     | 8      |
| SunStroke Project                 | Never Give Up On Us      | –              | –            | 1              | 2            | –              | –          | –            | 03     | –      |
| Samir Loghin                      | Glow                     | –              | –            | 2              | 5            | –              | –          | 1            | 08     | –      |
| THE ONE                           | Dance                    | –              | 6            | 8              | 1            | 3              | 2          | 3            | 23     | 3      |

## Finale

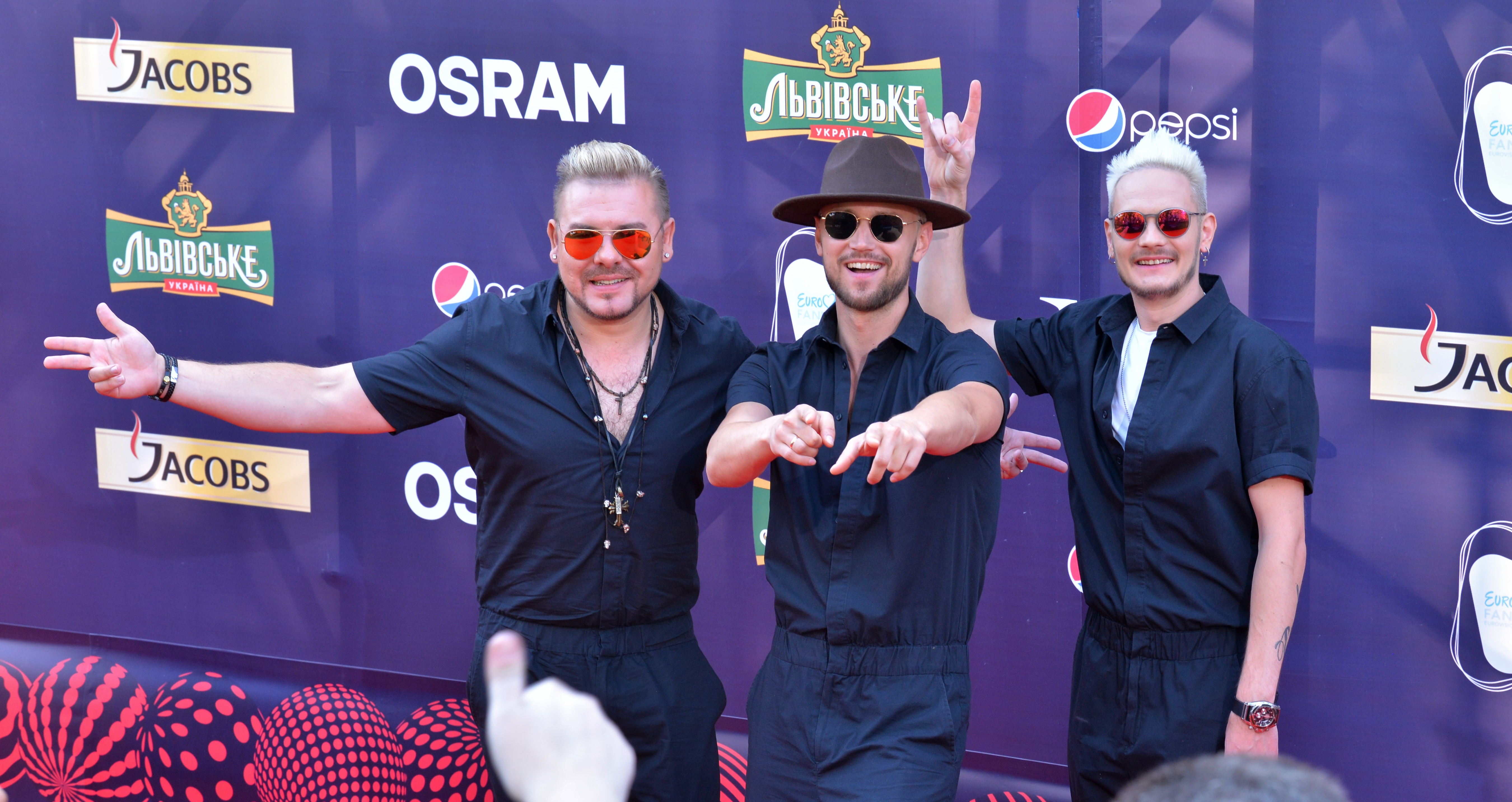
Die Gewinner der moldauischen Vorentscheidung: SunStroke Project

Das Finale fand am 25. Februar 2017 statt. Nach dem Juryvoting lagen Ethno Republic & Surorile Osoianu vor der Band SunStroke Project. In der finalen Zuschauerabstimmung erhielt SunStroke Project zwölf Punkte von den Zuschauern. Nach beiden Abstimmungen erzielten beide Interpreten jeweils 22 Punkte. Da im Falle eines Gleichstandes, der Interpret mit den höchsten Zuschauerstimmen gewinnt, setzte sich SunStroke Project gegen Ethno Republic & Surorile Osoianu durch.
| Platz | Startnr. | Interpret                         | Lied Musik (M) und Text (T)                                                                              | Sprache   | Übersetzung (inoffiziell) | Jury    | Jury   | Zuschauerstimmen (Televoting & SMS) | Zuschauerstimmen (Televoting & SMS) | Gesamt |
| Platz | Startnr. | Interpret                         | Lied Musik (M) und Text (T)                                                                              | Sprache   | Übersetzung (inoffiziell) | Stimmen | Punkte | Stimmen                             | Punkte                              | Gesamt |
| ----- | -------- | --------------------------------- | --- | --------- | ------------------------- | ------- | ------ | ----------------------------------- | ----------------------------------- | ------ |
| 1.    | 1        | SunStroke Project                 | Hey, Mamma! M: Anton Ragoza, Serghei Ialovitki, Seghei Stepanov, Mihail Cebotarenco; T: Alina Galetskaya | Englisch  | Hey, Mamma!               | 88      | 10     | 1.539                               | 12                                  | 22     |
| 2.    | 7        | Ethno Republic & Surorile Osoianu | Discover Moldova M: Marcel Ștefăneț; T: Nelu Laiu                                                        | Englisch  | Entdecke Moldau           | 90      | 12     | 0589                                | 10                                  | 22     |
| 3.    | 5        | Diana Brescan                     | Breathe M: Andrei Tostogan; T: Liuba Perciun                                                             | Englisch  | Atmen                     | 80      | 8      | 0127                                | 5                                   | 13     |
| 4.    | 6        | Marks & Ștefăneț                  | Join Us in the Rain M/T: Ralph Siegel                                                                    | Englisch  | Begleite uns im Regen     | 38      | 4      | 0471                                | 8                                   | 12     |
| 5.    | 8        | Vozniuc feat. Vio Grecu           | Don't Lie M: Dan Vozniuc; T: Rodica Olișevschi                                                           | Englisch  | Lüge nicht                | 58      | 7      | 0109                                | 4                                   | 11     |
| 6.    | 3        | Valeria Pașa                      | Freedom M/T: Eugen Doibani                                                                               | Englisch  | Freiheit                  | 51      | 5      | 148                                 | 6                                   | 11     |
| 7.    | 2        | Samir Loghin                      | Glow M: Samir Loghin; T: Danil Murzac                                                                    | Englisch  | Glänzen                   | 34      | 3      | 0217                                | 7                                   | 10     |
| 8.    | 4        | Aurel Chirtoacă                   | Dor de mamă M/T: Aurel Chirtoacă                                                                         | Rumänisch | Fräulein Mutter           | 56      | 6      | 0063                                | 3                                   | 09     |